# الاتحاد الديمقراطي للبيان الجزائري
الاتحاد الديمقراطي للبيان الجزائري المعروف بـ"Union démocratique du manifeste Algérien U.D.M.A "، هو حزب سياسي في الجزائر إبان فترة الاستعمار، أسسه فرحات عباس في عام 1946 وتحديدا في 09 أوت الذي طالب باستقلال ذاتي للجزائر دون قطع الصلة مع فرنسا.

## تأسيس
بعد خروج فرحات عباس من السجن في الجزائر إثر مظاهرات سطيف والمجازر التي تلها في 8 مايو 1945 بدأ في تجميع المناضلين لتكوين الاتحاد وفق مبادئ حركة أحباب البيان والحرية المنحلة إثر الأحداث المذكورة. وكان من مؤسسي الحركة: أحمد فرنسيس ومحمود الشريف الجزائري

## البرنامج السياسي
مباشرة بعد تأسيس الحزب ندد باحداث 8 مايو 1945 واعتبرها جريمه وبين أنه لا ينوي سوى التعاون الفرنسي إسلامي والمظاهرات التي قام بها حزبه المنحل ما هي سوى سلمية، ركز في برنامجه السياسي على مبادي الحزب المنحل، وأكد أنه يعمل على تحقيق المساواة والحرية وأنه يرفض الإدماج، والانفصال عن فرنسا
فيما يخص موقفه من ثورة التحرير الجزائرية وقال الحزب على لسان مؤسسه والأمين العام للاتحاد فرحات عباس عن عمليات ليلة اندلاع الثورة التحريرية في نوفمبر 1954 قوله: «إنها اليأس والفوضى والمغامرة». لم يكن الاتحاد يضن أن جبهة التحرير الجزائرية ستصمد أمام القوة العسكرية الفرنسية. انحل الحزب بعد الاستقلال كباقي التشكيلات السياسية والذي هيمنت عليه فقط جبهة التحرير الجزائرية من 1962 حتى 1988 سنة فتح المجال السياسي لكل من اراد تشكيل حزب في الجزائر